# 超哥 (YouTuber)
黃伯超（1980年7月24日—），綽號超哥，台灣YouTuber。為從事長照醫療產業的老闆，2021年底開始經營Youtube頻道。

## 爭議
2024年1月20日，超哥因不滿知名實況主Toyz批評其日式料理店的食物不好吃，攻擊Toyz，其送醫後縫了數十針，超哥當場被以準現行犯逮捕並帶回偵訊。事後Toyz決定提告恐嚇、傷害、殺人未遂及違反組織犯罪條例等罪名，警方於偵訊後依傷害罪嫌移送台北地檢署偵辦。檢方複訊後諭令超哥新臺幣5萬元交保。

## 外部連結
- 超哥的Facebook專頁
- 超哥的Instagram帳戶
- YouTube上的超派人生Superpie頻道